# 柳敬禮
柳敬禮（？—550年），河東解縣人，南北朝南梁官員。
柳敬禮是開府儀同三司、雲杜侯柳慶遠的孫子，父親太子詹事、雲杜侯柳津。柳敬禮和兄長柳仲禮年少都以勇敢剛烈聞名，而柳敬禮個性粗暴，品行不佳，經常劫掠販賣人口，百姓都被他的行徑所苦，襄陽《柳四郎歌》的「柳四郎」就是指他。他從著作佐郎起家，不久遷任扶風太守。侯景過江，柳敬禮率三千兵馬步支援，到建康，他據守青溪埭和侯景不停戰鬥，往往衝鋒陷陣，獲得威望。
台城失陷，柳敬禮與柳仲禮都被抓拿去見侯景，侯景遣派柳仲禮謀劃上流，留下柳敬禮為人質，擔任護軍。侯景在後渚為柳仲禮餞行，他秘密對柳仲禮說：「侯景這次相見，我抱著他時兄長拿起佩刀就可以斬殺，敬禮死而無憾。」柳仲禮感慨他的氣魄，同意此事。對酒幾次後，他目視柳仲禮，柳仲禮看到守衛森嚴不敢行動，於是計謀流產。大寶元年（550年）侯景征晉熙，柳敬禮與南康王蕭會理合謀襲擊，約期將近，被建安侯蕭賁告發，結果遇害。他臨死前說：「我兄长是个老婢，國破家亡，是我的責任，今日死去大概是天意。」

## 引用
1. 1 2  《梁書·卷四十三·列傳第三十七》：柳敬禮，開府儀同三司慶遠之孫。父津，太子詹事。敬禮與兄仲禮，皆少以勇烈知名。
2. 1 2  《南史·卷三十八·列傳二十八》：慶遠字文和，元景弟子也。父叔珍，義陽內史。……子津……子仲禮……仲禮弟敬禮，少以勇烈聞。粗暴無行檢，恒略賣人，為百姓所苦，故襄陽有柳四郎歌。
3. ↑  《宋書·卷七十七·列傳第三十七》：柳元景，字孝仁，河東解人也。
4. ↑  《梁書·卷四十六·列傳第四十》：起家著作佐郎，稍遷扶風太守。侯景渡江，敬禮率馬步三千赴援。至都，據青溪埭，與景頻戰，恒先登陷陳，甚著威名。
5. ↑  《南史·卷三十八·列傳二十八》：起家著作佐郎，稍遷扶風太守。侯景度江，敬禮率馬步三千赴援。至都，與景頻戰，甚著威名。
6. ↑  《梁書·卷五十六·列傳第五十》：（大寶元年七月）任約、盧暉略攻晉熙郡，殺鄱陽世子嗣。
7. ↑  《梁書·卷四十六·列傳第四十》：台城沒，敬禮與仲禮俱見於景，景遣仲禮經略上流，留敬禮爲質，以爲護軍。景餞仲禮於後渚，敬禮密謂仲禮曰：「景今來會，敬禮抱之，兄拔佩刀，便可斫殺，敬禮死亦無所恨。」仲禮壯其言，許之。及酒數行，敬禮目仲禮，仲禮見備衛嚴，不敢動，計遂不果。會景征晉熙，敬禮與南康王會理共謀襲其城，剋期將發，建安侯蕭賁知而告之，遂遇害。
8. ↑  《南史·卷三十八·列傳二十八》：台城陷，與兄仲禮俱見景，景遣仲禮經略上流，留敬禮質，以為護軍將軍。景餞仲禮於後渚。敬禮謂仲禮曰：「景今來會，敬禮抱之，兄便可殺，雖死無恨。」仲禮壯其言，許之。及酒數行，敬禮目仲禮，仲禮見備衛嚴，不敢動，遂不果。會景征晉熙，敬禮與南康王會理謀襲其城，克期將發，建安侯蕭賁告之，遂遇害。臨死曰：「我兄老婢也，國敗家亡，實餘之責，今日就死，豈非天乎。」

## 延伸阅读
[在维基数据编辑]
 《梁書·卷43》，出自姚思廉《梁書》